# Пуцов (округ Дольни Кубін)
Пуцов (словац. Pucov) — село в окрузі Дольни Кубін Жилінського краю Словаччини. Площа села 9,95 км². Станом на 31 грудня 2015 року в селі проживало 840 жителів.

## Історія
Перші згадки про село датуються 1550 роком.

## Населення
| Рік:            | 1994. | 2004.   | 2014.    | 2024.   |
| --------------- | ----- | ------- | -------- | ------- |
| Кількість осіб: | 684   | 735     | 831      | 895     |
| Різниця:        |       | +7,45 % | +13,06 % | +7,70 % |

| Рік:            | 2023. | 2024.   |
| --------------- | ----- | ------- |
| Кількість осіб: | 891   | 895     |
| Різниця:        |       | +0,44 % |